# Эдгар, Фрэнки
Фрэнк Джеймс «Фрэнки» Эдгар (англ. Frank James Edgar; род. 16 октября 1981 года, Томс-Ривер, Нью-Джерси, США) — американский боец смешанных боевых искусств, выступающий под эгидой UFC в полулёгкой весовой категории, бывший чемпион UFC в лёгком весе.

## Биография
Родился и вырос в городе Томс-Ривер, Нью-Джерси в семье Фрэнка Эдгара и Мэри Анниз, старший из 3 детей. Фрэнки боролся в школе, трижды был победителем турнира чемпионата штата Нью-Джерси, занимал также второе место в младшей и пятое в старшей возрастной категории. Продолжил занятия борьбой в  Clarion University of Pennsylvania. Был помощником тренера сборной по борьбе Rutgers University. Фрэнки имеет итальянское происхождение от своей матери, которая является итальянкой, и отчима, который его воспитывал. Кроме этого, у Фрэнки есть немецкие корни от своего отца, что отразилось на его неитальянской фамилии.

## Титулы и достижения
- Ultimate Fighting Championship
  - Чемпион UFC в лёгком весе (один раз)
  - Три успешных защиты титула в лёгком весе
  - Обладатель премии «Лучший бой вечера» (семь раз) против Тайсона Гриффина, Эрмиса Франсы, Мэтта Вича, Грэя Мэйнарда, Бенсона Хендерсона, Жозе Алду, Шарлиса Оливейры
  - Обладатель премии «Лучший нокаут вечера» (один раз) против Грэя Мэйнарда на UFC 136
  - Обладатель премии «Выступление вечера» (один раз) против Каба Суонсона
  - Ничья (с Диего Санчесом) за лидерство по количеству наград «Лучший бой вечера» в истории UFC (семь раз)
  - В матче с Максом Холлоуэем 28.07.19 установил уникальное достижение в UFC, проведя суммарно 7 часов в октагоне[2].
- Reality Fighting
  - Чемпион Reality Fighting в лёгком весе (один раз)
- Sherdog
  - Лучший бой года (2011) против Грэя Мэйнарда на UFC 125[3]
- World MMA Awards
  - Лучший бой года (2011) против Грэя Мэйнарда на UFC 125[4]
- ESPN
  - Лучший бой года (2012) против Бенсона Хендерсона на UFC 144[5]

## Статистика
| Боёв 36  | Побед 24 | Поражений 11 |
| -------- | -------- | ------------ |
| Нокаутом | 6        | 5            |
| Сдачей   | 4        | 0            |
| Решением | 14       | 6            |
| Ничьи    | 1        | 1            |

| Результат | Рекорд  | Соперник              | Способ                            | Турнир                                                    | Дата            | Раунд | Время | Место                          | Примечание                                                                                    |
| --------- | ------- | --------------------- | --------------------------------- | --------------------------------------------------------- | --------------- | ----- | ----- | ------------------------------ | --------------------------------------------------------------------------------------------- |
| Поражение | 24-11-1 | Крис Гутьеррес        | Нокаут (колено)                   | UFC 281                                                   | 12 ноября 2022  | 1     | 2:01  | Нью-Йорк, США                  |                                                                                               |
| Поражение | 24-10-1 | Марлон Вера           | Технический нокаут (фронт-кик)    | UFC 268                                                   | 6 ноября 2021   | 3     | 3:50  | Нью-Йорк, США                  |                                                                                               |
| Поражение | 24-9-1  | Кори Сэндхэген        | Нокаут (удар коленом в голову)    | UFC Fight Night: Overeem vs. Volkov                       | 6 февраля 2021  | 1     | 0:28  | Лас-Вегас, США                 |                                                                                               |
| Победа    | 24-8-1  | Педру Муньюс          | Раздельное решение                | UFC Fight Night: Edgar vs. Pedro                          | 22 августа 2020 | 5     | 5:00  | Флорида, США                   |                                                                                               |
| Поражение | 23-8-1  | Чон Чхан Сон          | Технический нокаут (удары руками) | UFC Fight Night: Edgar vs. Korean Zombie                  | 21 декабря 2019 | 1     | 3:18  | Пусан, Южная Корея             |                                                                                               |
| Поражение | 23-7-1  | Макс Холлоуэй         | Единогласное решение              | UFC 240                                                   | 27 июля 2019    | 5     | 5:00  | Эдмонтон, Канада               | Бой за титул чемпиона UFC в полулегком весе                                                   |
| Победа    | 23-6-1  | Каб Свонсон           | Решение (единогласное)            | UFC Fight Night: Barboza vs. Lee                          | 21 апреля 2018  | 3     | 5:00  | Атлантик Сити, Нью Джерси, США |                                                                                               |
| Поражение | 22-6-1  | Брайан Ортега         | Нокаут (удар)                     | UFC 222                                                   | 3 марта 2018    | 1     | 4:44  | Лас-Вегас, США                 |                                                                                               |
| Победа    | 22-5-1  | Яир Родригес          | Технический нокаут (удары)        | UFC 211                                                   | 13 мая 2017     | 2     | 5:00  | Техас, США                     |                                                                                               |
| Победа    | 21-5-1  | Джереми Стивенс       | Единогласное решение              | UFC 205                                                   | 12 ноября 2016  | 3     | 5:00  | Нью-Йорк, США                  |                                                                                               |
| Поражение | 20-5-1  | Жозе Алду             | Единогласное решение              | UFC 200                                                   | 9 июля 2016     | 5     | 5:00  | Лас-Вегас, США                 | Бой за титул временного чемпиона UFC в полулёгком весе                                        |
| Победа    | 20-4-1  | Чед Мендес            | Нокаут (удар)                     | The Ultimate Fighter: Team McGregor vs. Team Faber Finale | 11 декабря 2015 | 1     | 2:28  | Лас-Вегас, США                 | «Выступление вечера» (2)                                                                      |
| Победа    | 19-4-1  | Юрайя Фейбер          | Единогласное решение              | UFC Fight Night: Edgar vs. Faber                          | 16 мая 2015     | 5     | 5:00  | Пасай, Филиппины               |                                                                                               |
| Победа    | 18-4-1  | Каб Свонсон           | Болевой приём (ущемление шеи)     | UFC Fight Night: Edgar vs. Swanson                        | 22 ноября 2014  | 5     | 4:56  | Остин, США                     | «Выступление вечера» (1)                                                                      |
| Победа    | 17-4-1  | Би Джей Пенн          | Технический нокаут (удары)        | The Ultimate Fighter 19 Finale                            | 6 июля 2014     | 3     | 4:16  | Лас-Вегас, США                 |                                                                                               |
| Победа    | 16-4-1  | Чарльз Оливейра       | Единогласное решение              | UFC 162                                                   | 6 июля 2013     | 3     | 5:00  | Лас-Вегас, США                 | «Лучший бой вечера» (7)                                                                       |
| Поражение | 15-4-1  | Жозе Алду             | Единогласное решение              | UFC 156                                                   | 2 февраля 2013  | 5     | 5:00  | Лас-Вегас, США                 | Дебют в полулёгком весе. Бой за титул чемпиона UFC в полулёгком весе. «Лучший бой вечера» (6) |
| Поражение | 15-3-1  | Бенсон Хендерсон      | Раздельное решение                | UFC 150                                                   | 11 августа 2012 | 5     | 5:00  | Денвер, США                    | Бой за титул чемпиона UFC в лёгком весе                                                       |
| Поражение | 15-2-1  | Бенсон Хендерсон      | Единогласное решение              | UFC 144                                                   | 26 февраля 2012 | 5     | 5:00  | Сайтама, Япония                | Утратил титул чемпиона UFC в лёгком весе. «Лучший бой вечера» (5)                             |
| Победа    | 15-1-1  | Грэй Мэйнард          | Нокаут (удары)                    | UFC 136                                                   | 8 октября 2011  | 4     | 3:54  | Хьюстон, США                   | Защитил (2) титул чемпиона UFC в лёгком весе. «Лучший нокаут вечера» (1)                      |
| Ничья     | 14-1-1  | Грэй Мэйнард          | Раздельная ничья                  | UFC 125                                                   | 1 января 2011   | 5     | 5:00  | Лас-Вегас, США                 | Сохранил титул чемпиона UFC в лёгком весе. «Лучший бой вечера» (4)                            |
| Победа    | 14-1    | Би Джей Пенн          | Единогласное решение              | UFC 118                                                   | 28 августа 2010 | 5     | 5:00  | Бостон, США                    | Защитил (1) титул чемпиона UFC в лёгком весе                                                  |
| Победа    | 13-1    | Би Джей Пенн          | Единогласное решение              | UFC 112                                                   | 10 апреля 2010  | 5     | 5:00  | Абу-Даби, ОАЭ                  | Завоевал титул чемпиона UFC в лёгком весе                                                     |
| Победа    | 12-1    | Мэтт Вич              | Удушающий приём (сзади)           | The Ultimate Fighter 10 Finale                            | 5 декабря 2009  | 2     | 2:22  | Лас-Вегас, США                 | «Лучший бой вечера» (3)                                                                       |
| Победа    | 11-1    | Шон Шерк              | Единогласное решение              | UFC 98                                                    | 23 мая 2009     | 3     | 5:00  | Лас-Вегас, США                 |                                                                                               |
| Победа    | 10-1    | Эрмис Франса          | Единогласное решение              | UFC Fight Night: Silva vs. Irvin                          | 19 июля 2008    | 3     | 5:00  | Лас-Вегас, США                 | «Лучший бой вечера» (2)                                                                       |
| Поражение | 9-1     | Грэй Мэйнард          | Единогласное решение              | UFC Fight Night: Florian vs. Lauzon                       | 2 апреля 2008   | 3     | 5:00  | Брумфилд, США                  |                                                                                               |
| Победа    | 9-0     | Спенсер Фишер         | Единогласное решение              | UFC 78                                                    | 17 ноября 2007  | 3     | 5:00  | Ньюарк, США                    |                                                                                               |
| Победа    | 8-0     | Марк Бочек            | Технический нокаут (удары)        | UFC 73                                                    | 7 июля 2007     | 1     | 4:55  | Сакраменто, США                |                                                                                               |
| Победа    | 7-0     | Тайсон Гриффин        | Единогласное решение              | UFC 67                                                    | 3 февраля 2007  | 3     | 5:00  | Лас-Вегас, США                 | «Лучший бой вечера» (1)                                                                       |
| Победа    | 6-0     | Джим Миллер           | Единогласное решение              | Reality Fighting 14                                       | 18 ноября 2006  | 3     | 5:00  | Атлантик-Сити, США             | Завоевал титул чемпиона Reality Fighting в лёгком весе                                        |
| Победа    | 5-0     | Дейвидас Тауросевичус | Единогласное решение              | RF 13: Battle at the Beach                                | 5 августа 2006  | 3     | 5:00  | Вайлдвуд, США                  |                                                                                               |
| Победа    | 4-0     | Стив Маккейб          | Удушающий приём (гильотина)       | Ring of Combat 10                                         | 14 апреля 2006  | 1     | 2:37  | Атлантик-Сити, США             |                                                                                               |
| Победа    | 3-0     | Джей Айсип            | Техническое удушение (сзади)      | SportFighting 2                                           | 10 декабря 2005 | 1     | 3:26  | Хобокен, США                   |                                                                                               |
| Победа    | 2-0     | Марк Гетто            | Технический нокаут (удары)        | Ring of Combat 9                                          | 29 октября 2005 | 1     | 4:21  | Асбери-Парк, США               |                                                                                               |
| Победа    | 1-0     | Эрик Уреск            | Технический нокаут (удары)        | UCL: Underground Combat League                            | 10 июля 2005    | 1     | 3:38  | Бронкс, США                    |                                                                                               |